# Theridion davisorum
Theridion davisorum là một loài nhện trong họ Theridiidae.
Loài này thuộc chi Theridion. Theridion davisorum được Herbert Walter Levi miêu tả năm 1959.